# گوشچیرادوو
گوشچیرادوو (به لاتین: Gościeradów) یک روستا در لهستان است که در گمینا گوشچیرادوو واقع شده‌است. گوشچیرادوو ۹۶۰ نفر جمعیت دارد.